# Laphroaig

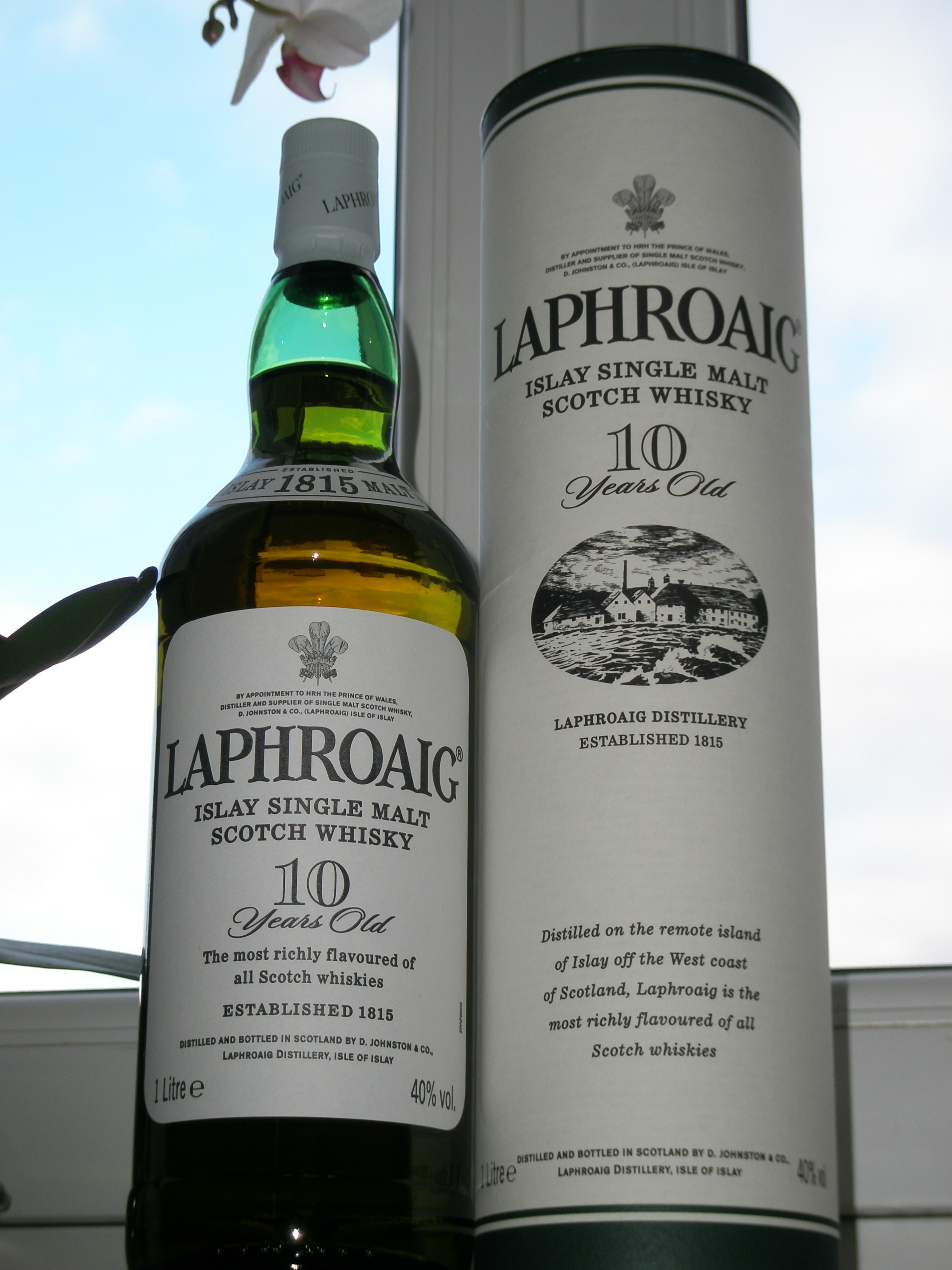
Laphroaig 10 year old

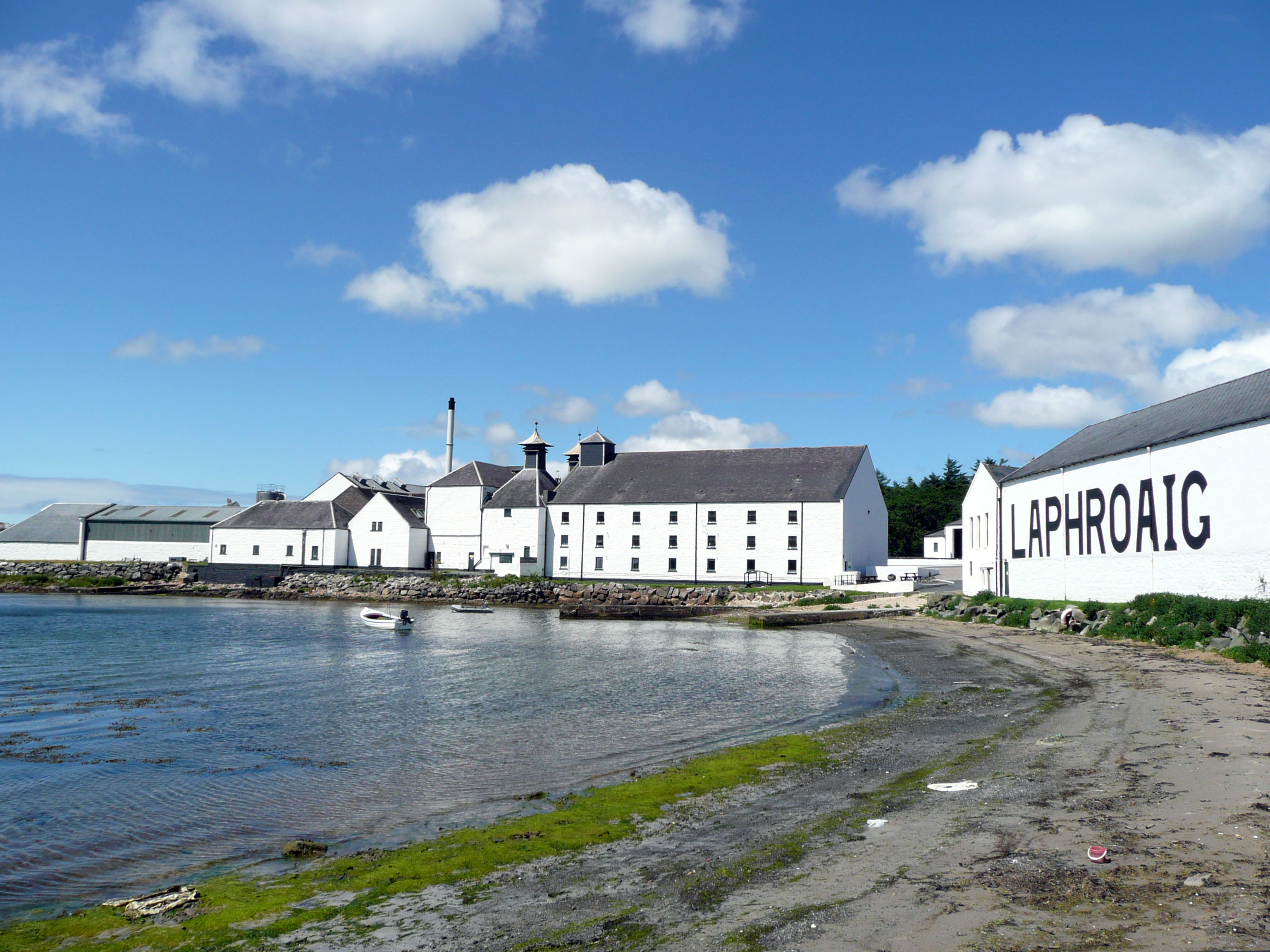
Distilleerderij

Laphroaig is een Schotse Islay single malt whisky.

## Geschiedenis
De Laphroaig distilleerderij werd in 1815 door de broers Alex en Donald Johnston opgericht. De Johnston broers waren in feite McDonalds, die na de mislukte Jacobitische opstand hun naam wijzigden, en neerstreken op het eiland Islay.
Hun afstammelingen bestuurden de distilleerderij tot 1954. Toen Ian Hunter kinderloos stierf in 1954, liet hij de distilleerderij na aan een van zijn managers, Bessie Williamson. 
De distilleerderij werd verkocht aan Long John International in de jaren zestig, en vervolgens aan Allied Domecq. Allied Domecq werd op zijn beurt weer door Fortune Brands aangekocht in 2005.

## De whisky
Laphroaig is een whisky met een sterke, uitgesproken smaak. Ze wordt meestal verkocht als 10 years old, maar ook de 18 years old is populair. De 15 years old is al enige tijd van de markt, maar onder Laphroaig-kenners zeer geliefd.
Daarnaast zijn er nog varianten van 30 en 40 jaar oud, maar deze treft men slechts zelden aan. Een druppel water in de whisky legt volgens sommige drinkers een goede nadruk op het turfachtige aroma.

## Trivia
Laphroaig experimenteert om de smaak van historische whisky’s terug te krijgen. Een kleiner vat (de Laphroaig Quarter Cask) is recentelijk in gebruik genomen, waarmee men hoopt de smaak van whisky zoals die honderd jaar geleden was, terug te vinden.
In 1994 kreeg Laphroaigh een Koninklijke goedkeuring van ZKH Prins Charles, die persoonlijk door de prins werd uitgereikt.